# Marthe Keller
Marthe Keller (Basilea, 28 gennaio 1945) è un'attrice e regista teatrale svizzera.

## Biografia
Il suo sogno era diventare una ballerina, ma a 16 anni un incidente con gli sci la costringe ad abbandonare la danza. Inizia la sua carriera teatrale in Germania, ottenendo poi i suoi primi successi a Parigi, con due commedie di Philippe de Broca, regista che sarà suo compagno per molti anni e dal quale avrà il figlio Alexandre. Raggiunge un'enorme popolarità grazie al ruolo della protagonista de La Demoiselle d'Avignon, uno dei più seguiti sceneggiati televisivi francesi degli anni 70. Interpreta ben tre ruoli in Tutta una vita (1974) di Claude Lelouch, candidato al premio Oscar per la miglior sceneggiatura originale, imponendosi al punto da attirare su di sé l'attenzione dei produttori di Hollywood.
Successivamente interpreta numerosi film di grande successo, sia in Europa che in America, realizzati da grandi registi come John Schlesinger, Sydney Pollack e Billy Wilder, che la dirigono rispettivamente in Il maratoneta (1976) con Dustin Hoffman, (per il quale ottiene una candidatura al Golden Globe), in Un attimo, una vita (1977), al fianco di Al Pacino (con il quale avrà una lunga relazione), e in Fedora (1978) con William Holden e Hildegard Knef. Per il film Oci ciornie (1987), nel quale affianca Marcello Mastroianni, viene candidata al David di Donatello per la migliore attrice non protagonista.
Ha fatto parte nel 1977 della giuria del Festival di Cannes, presieduta da Roberto Rossellini.
Dopo il 2000 si è dedicata con ottimi risultati a performance nel campo della musica classica prestando la sua voce a opere come Giovanna d'Arco al Rogo di Arthur Honegger (memorabile la sua interpretazione del ruolo, già nel 1989, sotto la direzione di Seiji Ozawa, e incisa dalla Deutsche Grammophone), oppure dirigendo opere teatrali e liriche, fra le quali va ricordato il Don Giovanni di Mozart, diretto nel 2004 al Metropolitan Opera di New York.

## Filmografia parziale

### Cinema

Marthe Keller nel film Joan Lui - Ma un giorno nel paese arrivo io di lunedì

- Funerale a Berlino (Funeral in Berlin), regia di Guy Hamilton (1966)
- Non tirate il diavolo per la coda (Le Diable par la queue), regia di Philippe de Broca (1969)
- Portami quello che hai e prenditi quello che vuoi (Les Caprices de Marie), regia di Philippe De Broca (1970)
- La tardona (La Vieille fille), regia di Jean-Pierre Blanc (1972)
- Tutta una vita (Toute une vie), regia di Claude Lelouch (1974)
- Uccidete l'agente Lucas (Die Antwort kennt nur der Wind), regia di Alfred Vohrer (1974)
- Per le antiche scale, regia di Mauro Bolognini (1975)
- Il maratoneta (Marathon Man), regia di John Schlesinger (1976)
- Black Sunday, regia di John Frankenheimer (1977)
- Un attimo, una vita (Bobby Deerfield), regia di Sydney Pollack (1977)
- Fedora, regia di Billy Wilder (1978)
- La formula (The Formula), regia di John G. Avildsen (1980)
- Computer per un omicidio (The Amateur), regia di Charles Jarrott (1981)
- Donne di nessuno (Femmes de personne), regia di Christopher Frank (1984)
- Joan Lui - Ma un giorno nel paese arrivo io di lunedì, regia di Adriano Celentano (1985)
- Oci ciornie (Oči čërnye), regia di Nikita Michalkov (1987)
- Sostiene Pereira, regia di Roberto Faenza (1996)
- L'orologiaio (Georg Elser - Einer aus Deutschland), regia di Klaus Maria Brandauer (1989)
- Cuore di lupo (Time of the Wolf), regia di Rod Pridy (2002)
- Hereafter, regia di Clint Eastwood (2010)
- Il mio miglior nemico (Mein bester Feind), regia di Wolfgang Murnberger (2011)
- Un'estate da giganti (Les Géants), regia di Bouli Lanners (2011)
- Amnesia, regia di Barbet Schroeder (2015)
- Dopo l'amore (L'Économie du couple), regia di Joachim Lafosse (2016)
- The Escape, regia di Dominic Savage (2017)
- Schwesterlein, regia di Stéphanie Chuat e Véronique Reymond (2020)
- Tutti amano Jeanne (Tout le monde aime Jeanne), regia di Céline Devaux (2022)
- One Life, regia di James Hawes (2023)
- Operazione vendetta (The Amateur), regia di James Hawes (2025)

### Televisione
- Arsenio Lupin (Arsène Lupin) – serie TV, 3 episodi (1971-1974)
- La fanciulla di Avignone (La Demoiselle d'Avignon) – miniserie TV (1972)
- La Certosa di Parma, regia di Mauro Bolognini – miniserie TV (1982)
- Wagner, regia di Tony Palmer – miniserie TV, 4 puntate (1983)
- E Caterina... regnò (Young Catherine), regia di Michael Anderson – miniserie TV (1991)
- Liberate mio figlio, regia di Roberto Malenotti – film TV (1993)
- La profezia d'Avignone (La prophétie d'Avignon) – miniserie TV (2007)
- The Romanoffs – serie TV, episodio 1x01 (2018)
- Maria Antonietta (Marie Antoinette) – serie TV, 8 episodi (2022)

## Doppiatrici italiane
Nelle versioni in italiano delle opere in cui ha recitato, Marthe Keller è stata doppiata da:
- Maria Pia Di Meo in Tutta una vita, Un attimo, una vita, Liberate mio figlio
- Melina Martello in Per le antiche scale, Dopo l'amore, The Romanoffs
- Rita Savagnone in La formula, La Certosa di Parma, Hereafter
- Vittoria Febbi in Arsenio Lupin, La tardona
- Ada Maria Serra Zanetti in Black Sunday, Sostiene Pereira
- Angiola Baggi in E Caterina... regnò, One Life
- Antonella Giannini in The Escape, Maria Antonietta
- Solvi Stübing in Il maratoneta
- Ludovica Modugno in Fedora
- Aurora Cancian in Joan Lui - Ma un giorno nel paese arrivo io di lunedì
- Livia Giampalmo in Oci ciornie
- Paola Piccinato in Cuore di lupo